# Juma Nature
Juma Nature ou Sir Nature, né en 1980, est un artiste du rap tanzanien, connu sous le nom de Juma Kassim Mohamed Kiroboto. Juma nature est un musicien populaire de la nouvelle génération Bongo Flava de la Tanzanie. Il fut également membre d'un groupe de musiciens tanzaniens Tmk.

## Albums
- Nini Chanzo (2001)
- Ugali (2003)
- Ubinadamu-Kazi (2005)
- Zote History (2006)